# ルパン三世 バビロンの黄金伝説
『ルパン三世 バビロンの黄金伝説』（ルパンさんせい バビロンのおうごんでんせつ）は、1985年に公開された日本のアニメ映画。モンキー・パンチ原作のアニメ『ルパン三世』の劇場映画第3作である。バビロニア文明時代の伝説の黄金をめぐるルパン三世と謎の老婆、ニューヨークマフィアとの争奪戦を描く。監督は鈴木清順と吉田しげつぐ。
キャッチコピーは「古代メソポタミアから…現代のニューヨークへ バビロンの秘宝をめぐるエキサイティングな争奪戦！」。

## 概要
当時、日本テレビ系で『ルパン三世 PARTIII』（以下『PARTIII』）が放送されていたことを受け製作された。
当初は押井守が監督を務める予定だったが、実験的な内容を危惧した制作側が押井を降板させる。その後、スタッフを過去作や『PARTIII』への参加者を中心に一新したことで、非常に短い期間で製作された作品となった。
劇場版前2作に見られた重厚な設定や物語進行は影を潜め、奇抜で娯楽色の強い作風となっている。これは「ルパン本来の面白いアクションをやろう」と前2作のように観客に何か訴えるようなことはせず、アクションや笑いでスカッとしたものを出したいという意図で本作が制作されたためである。監督の吉田しげつぐは「見終わった後に爽快感が残るような作品を目指した」と述べている。
『PARTIII』に合わせ、ルパンはピンク色のジャケットを着用、絵柄は『PARTIII』後期のポップなデザインとなっている。一方で、次元、五ェ門、銭形の衣装カラーリングは、青木悠三の手で『TV第2シリーズ』に近いものに変更されている。
主題歌には、河合奈保子が歌う「MANHATTAN JOKE」が使用されており、河合はゲスト声優として特別出演もしている。また、公開時には河合の役を公表せず、それを当てるクイズが実施された。ゲスト声優は河合の他、監督の鈴木清順の提案で塩沢ときやカルーセル麻紀が起用され、おぼん・こぼんも出演している。
劇場版のうち、前二作の『ルパンVS複製人間』や『カリオストロの城』は『金曜ロードショー』枠で定期的に放送されるが、本作が『金曜ロードショー』枠で放送されたのは1986年11月28日のみで、地上波放送の機会がほとんどない。
ソフトに収録されている音声は前二作と異なり、音質が高いシネテープのものでなく光学録音の音声となっている。本作でシネテープ音源が使用されたのは劇場公開のほか、当時発売されたドラマ版レコードと上記のテレビ放送のみとなっている。
ルパン三世役の山田康雄は本作公開10年後の1995年に死去したため、ルパンを演じた最後の劇場映画作品となった。

## あらすじ
ニューヨークの街角にある店に、一人の老婆が入ってきた。その店は、怪物のマスクを着用して夜通し騒ぎまくるナイトクラブ。その老婆、ロゼッタと顔なじみのルパンは、ゴリラに扮して上機嫌。だが、そこに届いた宅配便の中から銭形警部が現れ、ルパンはオートバイに乗って逃走する。それを追う銭形警部との激しいバイク逃走劇は、ブロードウェイの巨大な看板へと舞台を移していく。
その一部始終を苦々しく見つめている男たちがいた。ニューヨークを牛耳るマフィアのボス、マルチアーノと若頭のコワルスキーだった。「ルパンを殺せ」、マルチアーノはコワルスキーにそう命じる。
ある夜、ルパンのもとに現れたロゼッタ。彼女はルパンに、こんな話を始めた。紀元前5世紀、メソポタミア文明の古代都市「バビロン」では、滅びる前に神の手によって国内の財宝が全て集められ、今でもその財宝はどこかに隠されているというのだ。それこそが、ルパンがマルチアーノから聞き出そうとしている秘密だった。マルチアーノは先代からバビロンの黄金を探し求めていたのである。ロゼッタはルパンに古びた燭台を残し、いずこへか去ってしまった。
不二子は女の魅力を武器にしてマルチアーノに接近し、バビロンの財宝を狙っていた。マルチアーノは彼女に、財宝探しは父の代から続く立派な事業だと話す。彼の父はバビロンの黄金探しに夢中になり、縄張りをルチアーノに譲って引退した。きっかけとなったのは、ＭＳＧの地下鉄工事現場から見つかった粘土板だった。その粘土板にはバビロニア文字が刻まれており、父はイラクで遺跡の発掘作業に没頭した。しかし同じ時期、ヒトラーも黄金の塊を狙い、大規模な調査団を派遣していた。マルチアーノは暗黒街の仕事をコワルスキーに任せ、父の事業を引き継いだのだった。
マルチアーノは不二子を連れて、豪邸の地下にあるコレクション・ルームへ移動した。そこには粘土板の破片50枚の内、40枚が展示されていた。不二子は彼にルパンも数枚を集めており、マルチアーノの情報を握っている事を伝える。それを聞いたマルチアーノはルパンの存在に怒りを示した。不二子はルパンを庇う発言をして、ペンダントに仕込んだ小型カメラで粘土板の裏文字を撮影した。横で見ていたマルチアーノは不二子の盗撮に気づき、バスローブを引き裂いた。全裸になった不二子は戸惑いながらも、咄嗟にバスローブの切れ端を拾い前を隠した。マルチアーノは盗撮を裏切りと判断しナイフで襲い掛かった。
その頃、銭形警部は「国際婦人警官ビューティーコンテスト」の参加者5人を部下に従え、ルパン逮捕の作戦を計画していた。オリエント急行内で待ちかまえる銭形警部と婦人警官5人組。だが、同じくマルチアーノもルパン暗殺を狙っていた。
不二子と合流したルパンはバベルの塔が発掘されたというイラクへ向かう。塔の内部に潜入したルパンは、立体映像の美女に出会い、黄金の獅子像を見つける。だが、確かにそれはお宝ではあるものの、「バビロン中の黄金を集めた」にしては財宝のあまりの少なさに、ルパンはおかしいと疑問に思う。
ルパンはバビロンの真の黄金を探すべく、再びマンハッタンへと戻る。ルパンの推理は的中し、マディソン・スクエア・ガーデンの地下空洞に大量の黄金が存在した。マルチアーノに捕らわれた不二子を救うため、ルパンはマルチアーノのアジトへと潜入する。

## 登場人物

### メインキャラクター
ルパン三世
声 - 山田康雄
かの名高き怪盗アルセーヌ・ルパンの孫で、自らも世界的な大怪盗かつ変装の達人。
作中では、とある人物に変装し、敵を欺いている。
次元大介
声 - 小林清志
コンバットマグナムを使う射撃の名手でルパンの相棒。
石川五ェ門
声 - 井上真樹夫
古の大泥棒・石川五ェ門の十三代目。最強の刀「斬鉄剣」を使う居合い抜きの達人。
峰不二子
声 - 増山江威子
ルパン一味の紅一点で、付かず離れずの存在。時にはルパン達を利用したり、裏切ったりすることも多い。
作中では、マルチアーノと手を組みバビロンの黄金を手に入れるべく行動していた。色仕掛けでマルチアーノに接近し、マルチアーノの財産を盗もうと動いていた。恋人という立場を利用して、マルチアーノのコレクションルームに潜入することに成功し、隠しカメラペンダントを使い、コレクションを盗み撮りした。しかし、マルチアーノ盗み撮りが気付かれてしまい、バスローブを引き裂かれ全裸にされた。動揺しながらもバスローブの切れ端を拾い前を隠し逃げようとするが、マルチアーノにナイフで襲われる。
銭形警部
声 - 納谷悟朗
ルパン一味を追うICPOの捜査官。ルパン専任捜査官であるため、ルパンに関係する事件なら世界中どこでも捜査権が認められている。

### ゲストキャラクター
ロゼッタ
声 - 塩沢とき
本作の重要人物。バビロンの黄金の謎を探る正体不明の謎の老婆。
ルパンのことを愛しており、何度かストリップも披露するが当のルパンはこれを逃げ惑うほどに嫌っている。
彼女が歌うマザーグースの歌には、バビロンの黄金にまつわるヒントが隠されていた。
その正体は、遠い昔に神に使わされて地球に降り立ち、各時代ごとに権力者を頼りながらバビロンの黄金を求め彷徨う美女（声：河合奈保子）だが、正体を隠し老婆に化けていた。
マルチアーノ
声 - カルーセル麻紀
ルパンと対立するNY（ニューヨーク）マフィアボス。ニヒルな顔立ちと中性的な雰囲気を持つ。ルパンとは因縁関係。
父親の代からバビロンの黄金を探し続けており、ギャング家業はコワルスキーに任せバビロンの黄金を探す。
黄金の獅子像に異常に執着しており、苦労して手に入れた際、ルパンが盗みに来ると聞いて感情が高ぶり涙して「ママ～」と母親を恋しがるような仕草を見せたり、「殺してやる」と呟いたが、コワルスキーによれば、こういうことは昔から見られたとのこと。作中では不二子に首ったけであり、エンゲージリングを用意しプロポーズをしようとしている。非常に嫉妬深く、恋人である不二子がルパンを持ち上げる発言をするのを嫌っている。不二子に終始翻弄された挙げ句裏切られた際には怒りを示しており、バスローブを引き裂き、躊躇なくナイフで襲い殺そうとしている。
最終的に不二子を人質にルパンを自身のアジトにおびき寄せ、お宝の在り処を聞き出そうとするものの、コワルスキーの裏切りによって用済みと見なされ、毒仕込みのハエ叩きで胸を突かれ死亡した。
彼の台詞に出てくるラッキー・ルチアーノは実在のギャングで、本編ではマルチアーノの父親から地盤を受け継いだ事になっていた。
声を担当したカルーセルは、いわゆる"棒読み"の演技となっている。これは、最後に喋り方が変わるのを印象づけたい監督の鈴木によるアドバイスがあったためである。
コワルスキー
声 - 大塚周夫
マルチアーノの片腕。ルパンと次元とは因縁関係。
毒針の付いたハエ叩きを所持しており、状況によっては叩かれると死に至る。
バビロンの黄金探しに躍起になっているマルチアーノからギャング家業を任せられているため、事実上彼がNYマフィアボスである。
中盤では店で酒を飲んでた次元を殺害する為に自分は火炎放射器を武器にマシンガンを所持した部下1人とハンドガンを所持した6人の部下を連れ突然次元の前に現れ無関係な店員と客を全員殺害して一気に銃撃戦に持ち込んだ。その際に次元に正当防衛で5人の部下を殺害されコワルスキーはカウンターから突然姿を現し火炎放射器の火を放ち次元の不意を突くが次元は危機一髪の所でその火から逃げ店の窓を割り逃走。生き残ったハンドガンを所持する2人の部下共々地下水道に逃走した次元をしつこく追い掛けるが、その際に火炎放射器で部下を間違えて殺害してしまい、その隙を突かれもう1人の部下も殺害されてしまい、コワルスキーも腹を銃撃され負傷するが実は重症を負っておらず直ぐに火炎放射器で次元を追い詰めるが直後にマンホールの穴からヘドロが大量に入ったゴミバケツをルパンに落とされ大量のヘドロを被り気絶し次元殺害に失敗。
ウィリー
声 - おぼん（おぼん・こぼん）
コワルスキーの部下でNYマフィアの下っ端の1人。
ルパンを殺すため次元に変装するが、結局は失敗した。
陳
声 - こぼん（おぼん・こぼん）
コワルスキーの部下でNYマフィアの下っ端の1人。
ルパンを殺すために五右ェ門に変装するが結局は失敗した。「オレ、ルパンコロス」が口癖。
マイク
コワルスキーの部下でNYマフィアの下っ端の1人。次元襲撃の失敗を理由に、コワルスキーの死のハエたたきで始末された。
ボウズ
コワルスキーの部下でNYマフィアの下っ端の1人。彼からは兄貴と呼ばれている。
インターナショナル婦人警官
ICPO主催によるインターナショナル婦人警官美人コンテストの各国代表。優勝者の審査に納得できない候補者4人がICPO長官を吊るし上げようとしたため、それから逃れようと長官が優勝者のラザーニアを含めた5人を銭形の部下に任命した。
当初は銭形を上司として仰いでいたが、中盤以降銭形を無能と扱うようになる。終盤では次元と共に自由の女神の右手に乗り、目の前にいる次元を逮捕せずに銭形を本気で逮捕しようと手錠を持って待ち構えていた。
キャラメール
声 - 平野文
コンテストのアメリカ代表。金髪で真ん中分けのウェーブがかった髪型が特徴。中盤のオリエント急行ではザクスカヤ共々悩ましい服を着た客に成り済ましルパン達の隣の食堂車の席に座りルパンを誘惑してルパンを呼び寄せ、メイドに変装したサランダが運んで来た眠り薬入りの調理をルパンに食べさせ、ルパンを逮捕しようとしたがNYマフィア戦闘ヘリコプターでルパン達を殺害する為に突如銃撃した事から悲鳴を上げ驚愕して失敗してしまう。危うく射殺される所だったがザクスカヤ共々慌ててテーブルの下に隠れた為に無傷で助かった。その際に銃撃がスカートに穴を空けたのかスカートに穴が有り衣装が台無しになった事にショックを受けていた。ところが直後にルパン逮捕に使用した眠り薬入り缶がキャラメールとザクスカヤの側に何故か転がって来てしまい、キャラメールとザクスカヤはその事に気付かず更にその直後に戦闘ヘリコプターの2回目の銃撃の火花が眠り薬入り缶に当たり破裂してテーブルの下で眠り薬が充満してしまいザクスカヤ共々眠ってしまった。不可抗力な事故だったがルパン逮捕に使用した眠り薬でキャラメールとザクスカヤが逆に眠ってしまう間抜けな結果になった。銭形とインターナショナル婦人警官共々ルパン逮捕で砂漠に来た際はオリエント急行での失態を棚に上げインターナショナル婦人警官共々銭形を完全な無能扱いする様になり車が故障して困ってた所を偶然通り掛かったクウェート軍に対し『まっかせってねー♡』と尻振りした直後に水着になりインターナショナル婦人警官共々戦車を3輌強奪してルパン達を追跡した。
チンジャオ
声 - 潘恵子
コンテストの中国代表。
中国拳法の使い手で、五右ェ門と手合わせした際、互いに一目惚れしてしまう。その後、五右ェ門を助けるためにマフィアを拳法で倒している。
ザクスカヤ
声 - 吉田理保子
コンテストのソ連代表。外見で判断してインターナショナル婦人警官で1番歳上で中年女性だと思われるが中々の美女でスタイルが良く垂れ目と金髪ボブカットと巨乳が特徴。「ハラショー」が口癖。中盤のオリエント急行ではキャラメール共々悩ましい服を着た客に成り済ましルパン達の隣の食堂車の席に座りルパンを誘惑してルパンを呼び寄せ、メイドに変装したサランダが運んで来た眠り薬入りの調理をルパンに食べさせ、ルパンを逮捕しようとしたがNYマフィア戦闘ヘリコプターでルパン達を殺害する為に突如銃撃した事から悲鳴を上げ驚愕して失敗してしまう。危うく射殺される所だったがキャラメール共々慌ててテーブルの下に隠れた為に無傷で助かった。その際に『ニエット ハラショー』と言い状況を最悪に感じた模様。ところが直後にルパン逮捕に使用した眠り薬入り缶がザクスカヤとキャラメールの側に何故か転がって来てしまい、ザクスカヤとキャラメールはその事に気付かず更にその直後に戦闘ヘリコプターの2回目の銃撃の火花が眠り薬入り缶に当たり破裂してテーブルの下で眠り薬が充満してしまいザクスカヤは欠伸してキャラメール共々眠ってしまった。不可抗力な事故だったがルパン逮捕に使用した眠り薬でザクスカヤとキャラメールが逆に眠ってしまう間抜けな結果になった。銭形とインターナショナル婦人警官共々ルパン逮捕で砂漠に来た際はオリエント急行での失態を棚に上げインターナショナル婦人警官共々銭形を完全な無能扱いする様になり車が故障して困ってた所を偶然通り掛かったクウェート軍に対し水着になりインターナショナル婦人警官共々戦車を3輌強奪してルパン達を追跡した。
サランダ
声 - 戸田恵子
コンテストのアフリカ代表。
ラザーニア
声 - 島津冴子
コンテストのイタリア代表で優勝者。一応美女でスタイルが良いがインターナショナル婦人警官美人コンテストで優勝する程の美女と言い難くラザーニアを除くキャラメール達が審査に納得出来ずICPO長官に怒りを抱く結果になる。これが切掛でICPO長官がキャラメール達に吊し上げられ、それに逃げる為にICPO長官が銭形をルパン専従捜査に戻すと共に優勝者ラザーニアも含めインターナショナル代表婦警達がルパン逮捕捜査班に任命され銭形の部下としてルパン逮捕に向かった。インターナショナル婦人警官では目立たず台詞も一度だけしか無い。
サム
声 - 緒方賢一
バー・モンスタークラブのマスター。浮世離れしている一面がある。
マルチアーノの部下と繋がりもあり、ルパンと銭形のバイクチェイスではそれを利用した賭博を開催して一儲けするが、その金はルパンがすべて没収した。
ICPO長官
声 - 大宮悌二
名前通りICPO長官。本名不明。ルパンがTVで銭形を馬鹿にした事に怒りを抱いた銭形が自分の長官室のTVを破壊された為かルパン専従捜査から解任し、インターナショナル婦人警官コンテストの幹事に任命した。
その後は審査に納得できないキャラメール達に吊るし上げられたことで、それから逃れるために銭形をルパン専従捜査に戻すとともに、優勝者のラザーニアも含めた代表婦警たちを捜査班に任命した。
タルティーニ
声 - 藤城裕士
考古学者で、バビロンの黄金の発掘隊の隊長を務める。
イラクの王政が倒されるまではマルチアーノ財団で働いていた。

## 声の出演
- ルパン三世 - 山田康雄
- 峰不二子 - 増山江威子
- 次元大介 - 小林清志
- 石川五右ェ門 - 井上真樹夫
- 銭形警部 - 納谷悟朗
- ロゼッタ - 塩沢とき
- マルチアーノ - カルーセル麻紀
- コワルスキー - 大塚周夫
- ウィリー - おぼん（おぼん・こぼん）
- 陳 - こぼん（おぼん・こぼん）
- キャラメール - 平野文
- チンジャオ - 潘恵子
- ザクスカヤ - 吉田理保子
- サランダ - 戸田恵子
- ラザーニア - 島津冴子
- サム - 緒方賢一[4]
- ICPO長官 - 大宮悌二[4]
- タルティーニ - 藤城裕士[4]
- 富豪 - 田口昻[4]
- 配達員 - 喜多川拓郎[4]
- ウェイター - 小滝進[4]
- ???[注釈 3] - 河合奈保子 ※特別出演[4][5]

## スタッフ
- 原作 - モンキー・パンチ（双葉社刊）
- 監督 - 鈴木清順、吉田しげつぐ
- プロデューサー - 片山哲生、佐野寿七、武井英彦
- 設定 - 飯岡順一、小野田博之
- 脚本 - 大和屋竺、浦沢義雄
- 音楽 - 大野雄二
- 主題歌「MANHATTAN JOKE」
  - 作詞 - 秋元康 / 作曲・編曲 - 大野雄二 / 唄 - 河合奈保子
- 音楽監督 - 鈴木清司（選曲 - 合田豊）
- 絵コンテ - 小華和ためお、吉田しげつぐ、甲賀電
- 助監督 - 荻原露光
- 作画監督 - 青木悠三、柳野龍男、尾鷲英俊
- 美術 - 石垣努
- 撮影 - 長谷川肇
- 録音 - 加藤敏
- 音響効果 - 糸川幸良
- 編集 - 鶴渕充寿
- 製作担当 - 松元理人、横溝隆久
- 配給 - 東宝株式会社
- 制作協力 - 東京ムービー
- 製作 - 東宝株式会社・東京ムービー新社・日本テレビ放送網・讀賣テレビ放送

## 製作

### 企画
1984年夏、テレビ放送されていた『ルパン三世 PARTIII』の好評から製作が決定する。
当初は、前作『カリオストロの城』の監督である宮崎駿の推薦で押井守が監督を務める予定だった。しかし、「ルパンは存在していなかった」というあまりに実験的な内容を危惧した制作側が、企画開始から約半年後の1984年12月上旬、押井と集まったスタッフを降板させることとなる。
その後、吉田しげつぐが新たに監督に就任。『TV第2シリーズ』等に参加経験のある鈴木清順を共同監督に迎え、野球中継による放送中止の影響で余力があった『PARTIII』のスタッフを移行して公開予定日に間に合うよう急遽製作したという経緯がある。

### 脚本
脚本は、複数の脚本家からプロットを募集し鈴木や制作側でオーディションを行なった結果、浦沢義雄のプロットが採用され、浦沢が脚本を担当することとなった。
浦沢は、『カリオストロの城』でルパンが女の子に好意を持ち足長おじさんのようになっていたことに反感があったため、「『カリオストロの城』に勝ちたい」と意気込んで執筆を始めたという。だが、それまでのテレビシリーズでハコ書きをせずに脚本を書いていた浦沢は、テレビよりも長い映画では行き詰まって収拾がつかなくなりスランプに陥ったため、最終的に後半部分を浦沢の師匠に当たる大和屋竺が執筆している。
浦沢は後に「初めて全然書けなくなって、途中で投げ出して、大和屋さんに渡しちゃった。大和屋さんが全部書いた。（中略）結構大和屋さんには節目節目で助けられてる」と語っている。

### 製作
上述のように、押井の降板の影響から製作スケジュールが非常に短くなったことで、原画を担当した大森英敏によると製作期間はわずか2ヶ月しかなかったという。また、『PARTIII』から参加したアニメーターは突如、睡眠4時間、食事1回、休みなしの状態になったという。
監督の吉田は、絵コンテの内容をアニメーターに感性で描いてもらい、それにアドバイスや修正を行うなどしてカットを仕上げるなど、作画や演出に関する作業が主な仕事だったという。一方で鈴木は、完成した脚本や映像などに対して吉田へアドバイスをしたり打ち合わせすることが主な仕事で「僕は絵が描けないから、チョッカイを出すだけ。チョッカイ屋だね」と自嘲的に語っていた。また、鈴木は「長く『ルパン』を手がけている人には、思いいれで”ルパンはこんなことしない”とかいう部分もでてくると思うんですよ。すると、そういう思いいれで固めちゃうと映画ってのは面白くなくなるから、僕の役目っていうのは1人それを離れてもう少し幅を持って『ルパン』を見て、面白い発想を生かしたりとか、そういうことなんですね」とも語っている。
作画監督およびキャラクターデザインは『PARTIII』の青木悠三が担当。「キャラクターの上ではルパンがなんとなく老けてきた部分がある」と感じた吉田と相談した結果、原作に近い若いルパンを出すことを意識したという。
舞台はニューヨークが選ばれ、1980年代当時の華やかな世相が色濃く映し出されている。作中で登場するマルチアーノ (Marciano) はイタリア人に見られる姓、コワルスキー (Kowalski) はポーランド人に見られる姓である。
冒頭のルパンと銭形によるバイクチェイスのシーンに関して、編集作業時に本編が上映予定時間より長くなっていることが判明したため、当初は一部がカットされる予定だったが、鈴木の「アクションは見せ場だから」という意向で他の箇所をカットし、そのままの尺で公開された。ただし、飯岡順一によると公開後、鈴木自身も当シーンを「長すぎたな」と語っていたという。
本作は製作に日本テレビが参加したことから、『PARTIII』では著作権の問題で使用されなかった「ルパン三世のテーマ」や「銭形マーチ」など『TV第2シリーズ』の劇伴が劇伴が5年ぶりに使用された。また、長年テレビシリーズの音響効果を担当してきた糸川幸良が劇場版に初めて参加した。
鈴木によると、過去にダンテ・アリギエーリの『神曲』を特撮で作る企画があり、その時の構想が本作に名残りとして生かされているという。

### エピソード
特別出演の河合奈保子は声優初体験であり、ルパン三世役の山田康雄と共に収録を行った。河合は緊張やプレッシャーから何度も録り直しとなり、迷惑をかけた山田に謝罪するが、山田は「いいってことよーっ、気にすんなっ!」と明るく河合をねぎらいながらアドバイスもしたといい、収録は無事に終了した。またこの時、ベテランにもかかわらず1シーンの収録を終えるたびにメモをとりながら台本を見つめ考えこんだり、台詞を何度も暗唱する山田の真剣な姿を見た河合は、強く胸を打たれたという。

## 用語
オリエント急行
物語中盤で登場。国際寝台車会社のオリジナルの形態である。ルパン達とNYマフィアの戦闘により一部が滅茶苦茶にされるが、車両分断されても前方部の車両は事件に最後まで気付かず止まらずに運行し続けた。
ノースアメリカンP-51マスタング
第二次世界大戦から朝鮮戦争にかけて主力だったアメリカ陸軍（後にアメリカ空軍）のレシプロ戦闘機。ルパンを追跡するマルチアーノが使用。
ハンヴィー
アメリカ陸軍の高機動多用途車両。マルチアーノ一味がルパン追跡に使ったが、後述のT-62戦車に破壊された。
T-62戦車
クウェート軍が運用していたものを、美人婦警軍団が3輌強奪してルパン追跡に使用。なお本来の乗員は4名で、最低でも運転手と砲手、装填手の3名が必要なため2名での運用は不可能である。
本作上映当時のクウェート軍主力戦車はイギリス製のチーフテン戦車であり、中東において実際にT-62を運用していたのはイラク、シリア、イラン、エジプト、イエメン、イスラエル（鹵獲した車輌を運用）である。
オフロード車（キューベルワーゲン）
ルパンがイラクの砂漠で使用していたオフロードカー。ルパンは「水陸両用」と言っているが、兄弟車のシュビムワーゲンとは違い水上では陸上用のタイヤ、サスペンションは取り外す。

## 評価
小黒祐一郎は「やりたい事は分からないでもないが、作品全体として観ると、散漫な仕上がりとなっている」と評している。作画に関しては「『PARTIII』調のグラフィカルなキャラクターが劇場作品に合っていたかというと、ちょっと難しい」とする一方で「スケジュールがなかったとは思えないほどに健闘。全体にアクションシーンが多く、それがよく動いている」と高く評し、「『カリオストロの城』でルパンが丸くなってしまった事への反発があったのかどうかは分からないが、とにかく作り手は「美女よりもお宝を選ぶルパン」を描いた。安っぽいと言えば安っぽいのだけれど、それもルパンらしい。」と総括している。
リアルサウンドのライターであるのざわよしのりは、製作期間の短さから「内容に関しては色々とほころびが多い映画だと思います、正直いって」と評する一方で、「あの映画が好きっていう人が意外と多い」と述べ「後年見直したら作画は凄く凝ってると思った」「（公開）当時は好きじゃなかったけれど、あの絵の味とスラップスティックな面白さが分かるようになったのは大人になってからだった」としている。また、劇場版前2作に比べテレビ放送の回数が少ないことにも触れており「ライト層にはクセのある絵柄が受けにくいのではないか」と分析している。

## テレビ放送
※有料チャンネル除く
| 回数 | 放送局     | 番組名           | 放送日         | 備考  |
| ---- | ---------- | ---------------- | -------------- | ----- |
| 1    | 日本テレビ | 金曜ロードショー | 1986年11月28日 |       |
| 2    | 読売テレビ | アニメだいすき!  | 1990年1月5日   |       |
| 3    | 読売テレビ | アニメだいすき!  | 1993年7月30日  |       |
| 4    | BS日テレ   | 日曜ロードSHOW!  | 2019年8月11日  | [ 5 ] |

## 関連ゲーム
- 「ルパン三世 バビロンの黄金伝説」 - 東宝（1988年）

MSX2用のゲーム
- 「ルパン三世 バビロンの黄金伝説」- 東宝（1989年）

PC88用にフロッピーディスクで発売されたゲーム